# Eleições europeias de 2014 em Vila Nova de Famalicão

## Resultados Oficiais
| Partido                 | Partido                               | Votos   | %               | +/-   |
| ----------------------- | ------------------------------------- | ------- | --------------- | ----- |
|                         | Aliança Portugal                      | 16 337  | 34,54 / 100,00  | 12,43 |
|                         | Partido Socialista                    | 16 269  | 34,39 / 100,00  | 3,64  |
|                         | Partido da Terra                      | 3 482   | 7,36 / 100,00   | 7,00  |
|                         | Coligação Democrática Unitária        | 3 075   | 6,50 / 100,00   | 0,69  |
|                         | Bloco de Esquerda                     | 1 615   | 3,41 / 100,00   | 4,38  |
|                         | PCTP/MRPP                             | 650     | 1,37 / 100,00   | 0,38  |
|                         | LIVRE                                 | 635     | 1,34 / 100,00   | Novo  |
|                         | Partido pelos Animais e pela Natureza | 491     | 1,04 / 100,00   | Novo  |
|                         | Outros                                | 1 271   | 2,68 / 100,00   |       |
| Votos Inválidos         | Votos Inválidos                       | 3 476   | 7,34 / 100,00   | 2,21  |
| Total                   | Total                                 | 47 301  | 100,00 / 100,00 |       |
| Eleitorado/Participação | Eleitorado/Participação               | 118 544 | 39,90 / 100,00  | 2,85  |
| Fonte                   | Fonte                                 | [ 1 ]   | [ 1 ]           | [ 1 ] |

## Resultados por Freguesia
Os resultados seguintes referem-se aos partidos que obtiveram mais de 1,00% dos votos:
| Freguesia                           | %     | %     | %    | %     | %    | %    | %    | %    | Votantes |
| Freguesia                           | AP    | PS    | MPT  | CDU   | BE   | PCTP | L    | PAN  | Votantes |
| ----------------------------------- | ----- | ----- | ---- | ----- | ---- | ---- | ---- | ---- | -------- |
| Antas e Abade de Vermoim            | 37,94 | 29,78 | 7,69 | 7,14  | 3,70 | 1,40 | 1,91 | 0,81 | 2 354    |
| Arnoso e Sezures                    | 35,97 | 34,91 | 6,40 | 6,77  | 2,33 | 1,13 | 1,20 | 0,83 | 1 329    |
| Avidos e Lagoa                      | 35,55 | 36,37 | 7,68 | 3,59  | 2,77 | 1,13 | 1,13 | 1,43 | 976      |
| Bairro                              | 36,34 | 36,49 | 5,63 | 6,61  | 3,23 | 0,98 | 1,05 | 1,05 | 1 332    |
| Brufe                               | 33,81 | 40,66 | 5,79 | 6,97  | 2,13 | 0,95 | 0,71 | 0,95 | 846      |
| Carreira e Bente                    | 32,78 | 41,49 | 5,91 | 6,85  | 1,87 | 1,04 | 0,83 | 1,24 | 964      |
| Castelões                           | 30,55 | 37,41 | 8,64 | 5,96  | 3,13 | 1,04 | 1,34 | 1,34 | 671      |
| Cruz                                | 35,13 | 31,73 | 9,92 | 5,95  | 1,98 | 1,70 | 0,85 | 0,99 | 706      |
| Delães                              | 18,46 | 46,25 | 8,99 | 8,45  | 3,75 | 2,38 | 1,09 | 0,75 | 1 468    |
| Esmeriz e Cabeçudos                 | 43,64 | 27,76 | 7,90 | 3,66  | 3,91 | 1,25 | 1,33 | 0,67 | 1 203    |
| Fradelos                            | 45,34 | 31,90 | 5,78 | 4,10  | 1,68 | 0,75 | 0,56 | 0,19 | 1 072    |
| Gavião                              | 33,12 | 37,55 | 7,44 | 5,22  | 2,58 | 1,57 | 1,00 | 1,00 | 1 398    |
| Gondifelos, Cavalões e Outiz        | 46,88 | 26,29 | 7,29 | 4,41  | 3,00 | 0,74 | 1,35 | 0,67 | 1 632    |
| Joane                               | 35,47 | 36,29 | 6,65 | 5,77  | 3,77 | 0,98 | 1,73 | 0,75 | 2 946    |
| Landim                              | 28,91 | 44,33 | 8,27 | 3,58  | 2,55 | 1,02 | 0,92 | 1,53 | 979      |
| Lemenhe, Mouquim e Jesufrei         | 39,95 | 31,42 | 9,39 | 3,49  | 2,17 | 1,24 | 0,47 | 0,39 | 1 289    |
| Louro                               | 34,50 | 35,97 | 6,67 | 4,30  | 2,83 | 0,90 | 1,70 | 0,45 | 884      |
| Lousado                             | 24,96 | 38,86 | 8,89 | 6,98  | 4,23 | 2,05 | 1,48 | 1,55 | 1 418    |
| Mogege                              | 33,65 | 36,95 | 5,91 | 5,49  | 3,02 | 0,55 | 1,79 | 1,65 | 728      |
| Nine                                | 35,58 | 34,70 | 6,82 | 5,95  | 3,02 | 1,27 | 1,56 | 1,17 | 1 026    |
| Oliveira (Santa Maria)              | 26,18 | 37,07 | 6,18 | 9,65  | 6,80 | 2,01 | 1,54 | 1,16 | 1 295    |
| Oliveira (São Mateus)               | 25,86 | 35,89 | 5,41 | 18,49 | 3,44 | 1,57 | 0,88 | 1,28 | 1 017    |
| Pedome                              | 23,33 | 41,67 | 6,41 | 11,54 | 3,59 | 1,28 | 0,90 | 0,77 | 780      |
| Pousada de Saramagos                | 29,10 | 38,80 | 6,47 | 8,92  | 2,90 | 2,12 | 0,78 | 1,78 | 897      |
| Requião                             | 41,65 | 29,39 | 8,31 | 4,63  | 3,60 | 1,46 | 0,77 | 0,86 | 1 167    |
| Riba de Ave                         | 25,70 | 36,75 | 6,52 | 15,67 | 4,98 | 1,24 | 0,66 | 0,59 | 1 366    |
| Ribeirão                            | 41,78 | 29,13 | 6,71 | 3,78  | 2,96 | 1,58 | 1,51 | 0,82 | 3 042    |
| Ruivães e Novais                    | 24,09 | 48,27 | 6,82 | 5,58  | 2,75 | 1,24 | 1,06 | 1,59 | 1 129    |
| Seide                               | 42,20 | 28,19 | 9,04 | 2,84  | 2,66 | 0,89 | 1,24 | 0,71 | 564      |
| Vale (São Cosme), Telhado e Portela | 39,70 | 29,31 | 6,37 | 5,45  | 2,91 | 1,68 | 0,97 | 0,87 | 1 962    |
| Vale (São Martinho)                 | 40,28 | 33,48 | 8,23 | 3,12  | 2,98 | 0,85 | 0,57 | 0,99 | 705      |
| Vermoim                             | 30,80 | 37,47 | 7,77 | 5,83  | 4,44 | 1,57 | 1,57 | 0,83 | 1 081    |
| Vila Nova de Famalicão e Calendário | 33,12 | 30,82 | 8,38 | 7,39  | 4,32 | 1,57 | 2,18 | 1,62 | 6 619    |
| Vilarinho das Cambas                | 45,39 | 27,19 | 8,99 | 3,51  | 3,07 | 1,54 | 1,32 | 0,88 | 456      |
| Vila Nova de Famalicão              | 34,54 | 34,39 | 7,36 | 6,50  | 3,41 | 1,37 | 1,34 | 1,04 | 47 301   |

#### Antas e Abade de Vermoim
| Partido                 | Partido                        | Votos | %               |
| ----------------------- | ------------------------------ | ----- | --------------- |
|                         | Aliança Portugal               | 893   | 37,94 / 100,00  |
|                         | Partido Socialista             | 701   | 29,78 / 100,00  |
|                         | Partido da Terra               | 181   | 7,69 / 100,00   |
|                         | Coligação Democrática Unitária | 168   | 7,14 / 100,00   |
|                         | Bloco de Esquerda              | 87    | 3,70 / 100,00   |
|                         | LIVRE                          | 45    | 1,91 / 100,00   |
|                         | PCTP/MRPP                      | 33    | 1,40 / 100,00   |
|                         | Outros                         | 71    | 3,02 / 100,00   |
| Votos Inválidos         | Votos Inválidos                | 175   | 7,44 / 100,00   |
| Total                   | Total                          | 2 354 | 100,00 / 100,00 |
| Eleitorado/Participação | Eleitorado/Participação        | 5 996 | 39,26 / 100,00  |

#### Arnoso e Sezures
| Partido                 | Partido                        | Votos | %               |
| ----------------------- | ------------------------------ | ----- | --------------- |
|                         | Aliança Portugal               | 478   | 35,97 / 100,00  |
|                         | Partido Socialista             | 464   | 34,91 / 100,00  |
|                         | Coligação Democrática Unitária | 90    | 6,77 / 100,00   |
|                         | Partido da Terra               | 85    | 6,40 / 100,00   |
|                         | Bloco de Esquerda              | 31    | 2,33 / 100,00   |
|                         | LIVRE                          | 16    | 1,20 / 100,00   |
|                         | PCTP/MRPP                      | 15    | 1,13 / 100,00   |
|                         | Outros                         | 42    | 3,18 / 100,00   |
| Votos Inválidos         | Votos Inválidos                | 108   | 8,13 / 100,00   |
| Total                   | Total                          | 1 329 | 100,00 / 100,00 |
| Eleitorado/Participação | Eleitorado/Participação        | 3 187 | 41,70 / 100,00  |

#### Avidos e Lagoa
| Partido                 | Partido                               | Votos | %               |
| ----------------------- | ------------------------------------- | ----- | --------------- |
|                         | Partido Socialista                    | 355   | 36,37 / 100,00  |
|                         | Aliança Portugal                      | 347   | 35,55 / 100,00  |
|                         | Partido da Terra                      | 75    | 7,68 / 100,00   |
|                         | Coligação Democrática Unitária        | 35    | 3,59 / 100,00   |
|                         | Bloco de Esquerda                     | 27    | 2,77 / 100,00   |
|                         | Partido pelos Animais e pela Natureza | 14    | 1,43 / 100,00   |
|                         | LIVRE                                 | 11    | 1,13 / 100,00   |
|                         | PCTP/MRPP                             | 11    | 1,13 / 100,00   |
|                         | Outros                                | 24    | 2,45 / 100,00   |
| Votos Inválidos         | Votos Inválidos                       | 77    | 7,89 / 100,00   |
| Total                   | Total                                 | 976   | 100,00 / 100,00 |
| Eleitorado/Participação | Eleitorado/Participação               | 2 279 | 42,83 / 100,00  |

#### Bairro
| Partido                 | Partido                               | Votos | %               | +/-   |
| ----------------------- | ------------------------------------- | ----- | --------------- | ----- |
|                         | Partido Socialista                    | 486   | 36,49 / 100,00  | 4,44  |
|                         | Aliança Portugal                      | 484   | 36,34 / 100,00  | 11,03 |
|                         | Coligação Democrática Unitária        | 88    | 6,61 / 100,00   | 0,05  |
|                         | Partido da Terra                      | 75    | 5,63 / 100,00   | 5,41  |
|                         | Bloco de Esquerda                     | 43    | 3,23 / 100,00   | 4,39  |
|                         | Partido pelos Animais e pela Natureza | 14    | 1,05 / 100,00   | Novo  |
|                         | PCTP/MRPP                             | 14    | 1,05 / 100,00   | 0,16  |
|                         | Outros                                | 44    | 3,32 / 100,00   |       |
| Votos Inválidos         | Votos Inválidos                       | 84    | 6,30 / 100,00   | 2,38  |
| Total                   | Total                                 | 1 332 | 100,00 / 100,00 |       |
| Eleitorado/Participação | Eleitorado/Participação               | 3 303 | 40,33 / 100,00  | 0,70  |

#### Brufe
| Partido                 | Partido                        | Votos | %               | +/-   |
| ----------------------- | ------------------------------ | ----- | --------------- | ----- |
|                         | Partido Socialista             | 344   | 40,66 / 100,00  | 4,30  |
|                         | Aliança Portugal               | 286   | 33,81 / 100,00  | 10,00 |
|                         | Coligação Democrática Unitária | 59    | 6,97 / 100,00   | 0,95  |
|                         | Partido da Terra               | 49    | 5,79 / 100,00   | 5,24  |
|                         | Bloco de Esquerda              | 18    | 2,13 / 100,00   | 3,35  |
|                         | Outros                         | 51    | 6,03 / 100,00   |       |
| Votos Inválidos         | Votos Inválidos                | 39    | 4,61 / 100,00   | 0,31  |
| Total                   | Total                          | 846   | 100,00 / 100,00 |       |
| Eleitorado/Participação | Eleitorado/Participação        | 2 069 | 40,89 / 100,00  | 2,48  |

#### Carreira e Bente
| Partido                 | Partido                               | Votos | %               |
| ----------------------- | ------------------------------------- | ----- | --------------- |
|                         | Partido Socialista                    | 400   | 41,49 / 100,00  |
|                         | Aliança Portugal                      | 316   | 32,78 / 100,00  |
|                         | Coligação Democrática Unitária        | 66    | 6,85 / 100,00   |
|                         | Partido da Terra                      | 57    | 5,91 / 100,00   |
|                         | Bloco de Esquerda                     | 18    | 1,87 / 100,00   |
|                         | Partido pelos Animais e pela Natureza | 12    | 1,24 / 100,00   |
|                         | PCTP/MRPP                             | 10    | 1,04 / 100,00   |
|                         | Outros                                | 27    | 2,78 / 100,00   |
| Votos Inválidos         | Votos Inválidos                       | 58    | 6,02 / 100,00   |
| Total                   | Total                                 | 964   | 100,00 / 100,00 |
| Eleitorado/Participação | Eleitorado/Participação               | 2 438 | 39,54 / 100,00  |

#### Castelões
| Partido                 | Partido                               | Votos | %               | +/-   |
| ----------------------- | ------------------------------------- | ----- | --------------- | ----- |
|                         | Partido Socialista                    | 251   | 37,41 / 100,00  | 0,53  |
|                         | Aliança Portugal                      | 205   | 30,55 / 100,00  | 11,13 |
|                         | Partido da Terra                      | 58    | 8,64 / 100,00   | 8,64  |
|                         | Coligação Democrática Unitária        | 40    | 5,96 / 100,00   | 0,49  |
|                         | Bloco de Esquerda                     | 21    | 3,13 / 100,00   | 4,22  |
|                         | LIVRE                                 | 9     | 1,34 / 100,00   | Novo  |
|                         | Partido pelos Animais e pela Natureza | 9     | 1,34 / 100,00   | Novo  |
|                         | PCTP/MRPP                             | 7     | 1,04 / 100,00   | 0,14  |
|                         | Outros                                | 21    | 3,14 / 100,00   |       |
| Votos Inválidos         | Votos Inválidos                       | 50    | 7,46 / 100,00   | 2,51  |
| Total                   | Total                                 | 671   | 100,00 / 100,00 |       |
| Eleitorado/Participação | Eleitorado/Participação               | 1 750 | 38,34 / 100,00  | 1,50  |

#### Cruz
| Partido                 | Partido                        | Votos | %               | +/-   |
| ----------------------- | ------------------------------ | ----- | --------------- | ----- |
|                         | Aliança Portugal               | 248   | 35,13 / 100,00  | 10,43 |
|                         | Partido Socialista             | 224   | 31,73 / 100,00  | 0,58  |
|                         | Partido da Terra               | 70    | 9,92 / 100,00   | 9,92  |
|                         | Coligação Democrática Unitária | 42    | 5,95 / 100,00   | 1,96  |
|                         | Bloco de Esquerda              | 14    | 1,98 / 100,00   | 6,26  |
|                         | PCTP/MRPP                      | 12    | 1,70 / 100,00   | 1,31  |
|                         | Outros                         | 32    | 4,51 / 100,00   |       |
| Votos Inválidos         | Votos Inválidos                | 64    | 9,07 / 100,00   | 0,70  |
| Total                   | Total                          | 706   | 100,00 / 100,00 |       |
| Eleitorado/Participação | Eleitorado/Participação        | 1 463 | 48,26 / 100,00  | 4,63  |

#### Delães
| Partido                 | Partido                        | Votos | %               | +/-   |
| ----------------------- | ------------------------------ | ----- | --------------- | ----- |
|                         | Partido Socialista             | 679   | 46,25 / 100,00  | 1,75  |
|                         | Aliança Portugal               | 271   | 18,46 / 100,00  | 10,67 |
|                         | Partido da Terra               | 132   | 8,99 / 100,00   | 8,99  |
|                         | Coligação Democrática Unitária | 124   | 8,45 / 100,00   | 0,56  |
|                         | Bloco de Esquerda              | 55    | 3,75 / 100,00   | 5,76  |
|                         | PCTP/MRPP                      | 35    | 2,38 / 100,00   | 1,30  |
|                         | LIVRE                          | 16    | 1,09 / 100,00   | Novo  |
|                         | Outros                         | 58    | 3,94 / 100,00   |       |
| Votos Inválidos         | Votos Inválidos                | 98    | 6,68 / 100,00   | 1,42  |
| Total                   | Total                          | 1 468 | 100,00 / 100,00 |       |
| Eleitorado/Participação | Eleitorado/Participação        | 3 732 | 39,34 / 100,00  | 0,09  |

#### Esmeriz e Cabeçudos
| Partido                 | Partido                        | Votos | %               |
| ----------------------- | ------------------------------ | ----- | --------------- |
|                         | Aliança Portugal               | 525   | 43,64 / 100,00  |
|                         | Partido Socialista             | 334   | 27,76 / 100,00  |
|                         | Partido da Terra               | 95    | 7,90 / 100,00   |
|                         | Bloco de Esquerda              | 47    | 3,91 / 100,00   |
|                         | Coligação Democrática Unitária | 44    | 3,66 / 100,00   |
|                         | LIVRE                          | 16    | 1,33 / 100,00   |
|                         | PCTP/MRPP                      | 15    | 1,25 / 100,00   |
|                         | Outros                         | 39    | 3,25 / 100,00   |
| Votos Inválidos         | Votos Inválidos                | 88    | 7,31 / 100,00   |
| Total                   | Total                          | 1 203 | 100,00 / 100,00 |
| Eleitorado/Participação | Eleitorado/Participação        | 3 140 | 38,31 / 100,00  |

#### Fradelos
| Partido                 | Partido                        | Votos | %               | +/-   |
| ----------------------- | ------------------------------ | ----- | --------------- | ----- |
|                         | Aliança Portugal               | 486   | 45,34 / 100,00  | 11,47 |
|                         | Partido Socialista             | 342   | 31,90 / 100,00  | 3,58  |
|                         | Partido da Terra               | 62    | 5,78 / 100,00   | 5,51  |
|                         | Coligação Democrática Unitária | 44    | 4,10 / 100,00   | 2,22  |
|                         | Bloco de Esquerda              | 18    | 1,68 / 100,00   | 3,70  |
|                         | Outros                         | 44    | 4,12 / 100,00   |       |
| Votos Inválidos         | Votos Inválidos                | 76    | 7,09 / 100,00   | 1,54  |
| Total                   | Total                          | 1 072 | 100,00 / 100,00 |       |
| Eleitorado/Participação | Eleitorado/Participação        | 3 270 | 32,78 / 100,00  | 2,90  |

#### Gavião
| Partido                 | Partido                               | Votos | %               | +/-   |
| ----------------------- | ------------------------------------- | ----- | --------------- | ----- |
|                         | Partido Socialista                    | 525   | 37,55 / 100,00  | 3,35  |
|                         | Aliança Portugal                      | 463   | 33,12 / 100,00  | 10,88 |
|                         | Partido da Terra                      | 104   | 7,44 / 100,00   | 7,18  |
|                         | Coligação Democrática Unitária        | 73    | 5,22 / 100,00   | 0,81  |
|                         | Bloco de Esquerda                     | 36    | 2,58 / 100,00   | 5,53  |
|                         | PCTP/MRPP                             | 22    | 1,57 / 100,00   | 0,60  |
|                         | LIVRE                                 | 14    | 1,00 / 100,00   | Novo  |
|                         | Partido pelos Animais e pela Natureza | 14    | 1,00 / 100,00   | Novo  |
|                         | Outros                                | 45    | 3,24 / 100,00   |       |
| Votos Inválidos         | Votos Inválidos                       | 102   | 7,30 / 100,00   | 1,01  |
| Total                   | Total                                 | 1 398 | 100,00 / 100,00 |       |
| Eleitorado/Participação | Eleitorado/Participação               | 3 358 | 41,63 / 100,00  | 1,39  |

#### Gondifelos, Cavalões e Outiz
| Partido                 | Partido                        | Votos | %               |
| ----------------------- | ------------------------------ | ----- | --------------- |
|                         | Aliança Portugal               | 765   | 46,88 / 100,00  |
|                         | Partido Socialista             | 429   | 26,29 / 100,00  |
|                         | Partido da Terra               | 119   | 7,29 / 100,00   |
|                         | Coligação Democrática Unitária | 72    | 4,41 / 100,00   |
|                         | Bloco de Esquerda              | 49    | 3,00 / 100,00   |
|                         | LIVRE                          | 22    | 1,35 / 100,00   |
|                         | Outros                         | 66    | 4,04 / 100,00   |
| Votos Inválidos         | Votos Inválidos                | 110   | 6,74 / 100,00   |
| Total                   | Total                          | 1 632 | 100,00 / 100,00 |
| Eleitorado/Participação | Eleitorado/Participação        | 4 400 | 37,09 / 100,00  |

#### Joane
| Partido                 | Partido                        | Votos | %               | +/-   |
| ----------------------- | ------------------------------ | ----- | --------------- | ----- |
|                         | Partido Socialista             | 1 069 | 36,29 / 100,00  | 7,29  |
|                         | Aliança Portugal               | 1 045 | 35,47 / 100,00  | 16,72 |
|                         | Partido da Terra               | 196   | 6,65 / 100,00   | 6,15  |
|                         | Coligação Democrática Unitária | 170   | 5,77 / 100,00   | 0,69  |
|                         | Bloco de Esquerda              | 111   | 3,77 / 100,00   | 2,79  |
|                         | LIVRE                          | 51    | 1,73 / 100,00   | Novo  |
|                         | Outros                         | 126   | 4,24 / 100,00   |       |
| Votos Inválidos         | Votos Inválidos                | 179   | 6,07 / 100,00   | 2,33  |
| Total                   | Total                          | 2 946 | 100,00 / 100,00 |       |
| Eleitorado/Participação | Eleitorado/Participação        | 6 937 | 42,47 / 100,00  | 6,09  |

#### Landim
| Partido                 | Partido                               | Votos | %               | +/-   |
| ----------------------- | ------------------------------------- | ----- | --------------- | ----- |
|                         | Partido Socialista                    | 434   | 44,33 / 100,00  | 6,79  |
|                         | Aliança Portugal                      | 283   | 28,91 / 100,00  | 15,83 |
|                         | Partido da Terra                      | 81    | 8,27 / 100,00   | 7,77  |
|                         | Coligação Democrática Unitária        | 35    | 3,58 / 100,00   | 0,18  |
|                         | Bloco de Esquerda                     | 25    | 2,55 / 100,00   | 3,56  |
|                         | Partido pelos Animais e pela Natureza | 15    | 1,53 / 100,00   | Novo  |
|                         | PCTP/MRPP                             | 10    | 1,02 / 100,00   | 0,32  |
|                         | Outros                                | 33    | 3,38 / 100,00   |       |
| Votos Inválidos         | Votos Inválidos                       | 63    | 6,43 / 100,00   | 1,53  |
| Total                   | Total                                 | 979   | 100,00 / 100,00 |       |
| Eleitorado/Participação | Eleitorado/Participação               | 2 760 | 35,47 / 100,00  | 0,39  |

#### Lemenhe, Mouquim e Jesufrei
| Partido                 | Partido                        | Votos | %               |
| ----------------------- | ------------------------------ | ----- | --------------- |
|                         | Aliança Portugal               | 515   | 39,95 / 100,00  |
|                         | Partido Socialista             | 405   | 31,42 / 100,00  |
|                         | Partido da Terra               | 121   | 9,39 / 100,00   |
|                         | Coligação Democrática Unitária | 45    | 3,49 / 100,00   |
|                         | Bloco de Esquerda              | 28    | 2,17 / 100,00   |
|                         | PCTP/MRPP                      | 16    | 1,24 / 100,00   |
|                         | Outros                         | 55    | 4,28 / 100,00   |
| Votos Inválidos         | Votos Inválidos                | 104   | 8,07 / 100,00   |
| Total                   | Total                          | 1 289 | 100,00 / 100,00 |
| Eleitorado/Participação | Eleitorado/Participação        | 2 813 | 45,82 / 100,00  |

#### Louro
| Partido                 | Partido                        | Votos | %               | +/-   |
| ----------------------- | ------------------------------ | ----- | --------------- | ----- |
|                         | Partido Socialista             | 318   | 35,97 / 100,00  | 3,93  |
|                         | Aliança Portugal               | 305   | 34,50 / 100,00  | 13,94 |
|                         | Partido da Terra               | 59    | 6,67 / 100,00   | 6,45  |
|                         | Coligação Democrática Unitária | 38    | 4,30 / 100,00   | 0,74  |
|                         | Bloco de Esquerda              | 25    | 2,83 / 100,00   | 2,02  |
|                         | LIVRE                          | 15    | 1,70 / 100,00   | Novo  |
|                         | Outros                         | 34    | 3,95 / 100,00   |       |
| Votos Inválidos         | Votos Inválidos                | 89    | 10,07 / 100,00  | 2,63  |
| Total                   | Total                          | 884   | 100,00 / 100,00 |       |
| Eleitorado/Participação | Eleitorado/Participação        | 1 943 | 45,50 / 100,00  | 1,92  |

#### Lousado
| Partido                 | Partido                               | Votos | %               | +/-   |
| ----------------------- | ------------------------------------- | ----- | --------------- | ----- |
|                         | Partido Socialista                    | 551   | 38,86 / 100,00  | 4,21  |
|                         | Aliança Portugal                      | 354   | 24,96 / 100,00  | 14,27 |
|                         | Partido da Terra                      | 126   | 8,89 / 100,00   | 8,58  |
|                         | Coligação Democrática Unitária        | 99    | 6,98 / 100,00   | 1,24  |
|                         | Bloco de Esquerda                     | 60    | 4,23 / 100,00   | 6,31  |
|                         | PCTP/MRPP                             | 29    | 2,05 / 100,00   | 1,12  |
|                         | Partido pelos Animais e pela Natureza | 22    | 1,55 / 100,00   | Novo  |
|                         | LIVRE                                 | 21    | 1,48 / 100,00   | Novo  |
|                         | Outros                                | 52    | 3,67 / 100,00   |       |
| Votos Inválidos         | Votos Inválidos                       | 104   | 7,34 / 100,00   | 0,82  |
| Total                   | Total                                 | 1 418 | 100,00 / 100,00 |       |
| Eleitorado/Participação | Eleitorado/Participação               | 3 444 | 41,17 / 100,00  | 2,29  |

#### Mogege
| Partido                 | Partido                               | Votos | %               | +/-   |
| ----------------------- | ------------------------------------- | ----- | --------------- | ----- |
|                         | Partido Socialista                    | 269   | 36,95 / 100,00  | 4,74  |
|                         | Aliança Portugal                      | 245   | 33,65 / 100,00  | 12,67 |
|                         | Partido da Terra                      | 43    | 5,91 / 100,00   | 5,76  |
|                         | Coligação Democrática Unitária        | 40    | 5,49 / 100,00   | 0,83  |
|                         | Bloco de Esquerda                     | 22    | 3,02 / 100,00   | 4,33  |
|                         | LIVRE                                 | 13    | 1,79 / 100,00   | Novo  |
|                         | Partido pelos Animais e pela Natureza | 12    | 1,65 / 100,00   | Novo  |
|                         | Outros                                | 32    | 4,40 / 100,00   |       |
| Votos Inválidos         | Votos Inválidos                       | 52    | 7,14 / 100,00   | 4,05  |
| Total                   | Total                                 | 728   | 100,00 / 100,00 |       |
| Eleitorado/Participação | Eleitorado/Participação               | 1 765 | 41,25 / 100,00  | 1,08  |

#### Nine
| Partido                 | Partido                               | Votos | %               | +/-   |
| ----------------------- | ------------------------------------- | ----- | --------------- | ----- |
|                         | Aliança Portugal                      | 365   | 35,58 / 100,00  | 12,52 |
|                         | Partido Socialista                    | 356   | 34,70 / 100,00  | 2,76  |
|                         | Partido da Terra                      | 70    | 6,82 / 100,00   | 6,44  |
|                         | Coligação Democrática Unitária        | 61    | 5,95 / 100,00   | 2,24  |
|                         | Bloco de Esquerda                     | 31    | 3,02 / 100,00   | 5,15  |
|                         | LIVRE                                 | 16    | 1,56 / 100,00   | Novo  |
|                         | PCTP/MRPP                             | 13    | 1,27 / 100,00   | 0,51  |
|                         | Partido pelos Animais e pela Natureza | 12    | 1,17 / 100,00   | Novo  |
|                         | Movimento Alternativa Socialista      | 11    | 1,07 / 100,00   | Novo  |
|                         | Outros                                | 17    | 1,65 / 100,00   |       |
| Votos Inválidos         | Votos Inválidos                       | 74    | 7,22 / 100,00   | 2,28  |
| Total                   | Total                                 | 1 026 | 100,00 / 100,00 |       |
| Eleitorado/Participação | Eleitorado/Participação               | 2 626 | 39,07 / 100,00  | 3,21  |

#### Oliveira Santa Maria
| Partido                 | Partido                               | Votos | %               | +/-   |
| ----------------------- | ------------------------------------- | ----- | --------------- | ----- |
|                         | Partido Socialista                    | 480   | 37,07 / 100,00  | 4,38  |
|                         | Aliança Portugal                      | 339   | 26,18 / 100,00  | 12,08 |
|                         | Coligação Democrática Unitária        | 125   | 9,65 / 100,00   | 2,29  |
|                         | Bloco de Esquerda                     | 88    | 6,80 / 100,00   | 6,05  |
|                         | Partido da Terra                      | 80    | 6,18 / 100,00   | 5,88  |
|                         | PCTP/MRPP                             | 26    | 2,01 / 100,00   | 0,67  |
|                         | LIVRE                                 | 20    | 1,54 / 100,00   | Novo  |
|                         | Partido pelos Animais e pela Natureza | 15    | 1,16 / 100,00   | Novo  |
|                         | Outros                                | 35    | 2,69 / 100,00   |       |
| Votos Inválidos         | Votos Inválidos                       | 87    | 6,72 / 100,00   | 2,79  |
| Total                   | Total                                 | 1 295 | 100,00 / 100,00 |       |
| Eleitorado/Participação | Eleitorado/Participação               | 3 263 | 39,69 / 100,00  | 1,27  |

#### Oliveira São Mateus
| Partido                 | Partido                               | Votos | %               | +/-  |
| ----------------------- | ------------------------------------- | ----- | --------------- | ---- |
|                         | Partido Socialista                    | 365   | 35,89 / 100,00  | 1,51 |
|                         | Aliança Portugal                      | 263   | 25,86 / 100,00  | 9,21 |
|                         | Coligação Democrática Unitária        | 188   | 18,49 / 100,00  | 4,69 |
|                         | Partido da Terra                      | 55    | 5,41 / 100,00   | 5,15 |
|                         | Bloco de Esquerda                     | 35    | 3,44 / 100,00   | 4,29 |
|                         | PCTP/MRPP                             | 16    | 1,57 / 100,00   | 0,34 |
|                         | Partido pelos Animais e pela Natureza | 13    | 1,28 / 100,00   | Novo |
|                         | Outros                                | 32    | 3,15 / 100,00   |      |
| Votos Inválidos         | Votos Inválidos                       | 50    | 4,91 / 100,00   | 0,13 |
| Total                   | Total                                 | 1 017 | 100,00 / 100,00 |      |
| Eleitorado/Participação | Eleitorado/Participação               | 2 431 | 41,83 / 100,00  | 2,96 |

#### Pedome
| Partido                 | Partido                        | Votos | %               | +/-  |
| ----------------------- | ------------------------------ | ----- | --------------- | ---- |
|                         | Partido Socialista             | 325   | 41,67 / 100,00  | 4,26 |
|                         | Aliança Portugal               | 182   | 23,33 / 100,00  | 7,11 |
|                         | Coligação Democrática Unitária | 90    | 11,54 / 100,00  | 2,42 |
|                         | Partido da Terra               | 50    | 6,41 / 100,00   | 6,18 |
|                         | Bloco de Esquerda              | 28    | 3,59 / 100,00   | 5,91 |
|                         | PCTP/MRPP                      | 10    | 1,28 / 100,00   | 0,21 |
|                         | Outros                         | 33    | 4,24 / 100,00   |      |
| Votos Inválidos         | Votos Inválidos                | 62    | 7,94 / 100,00   | 3,94 |
| Total                   | Total                          | 780   | 100,00 / 100,00 |      |
| Eleitorado/Participação | Eleitorado/Participação        | 2 064 | 37,79 / 100,00  | 2,25 |

#### Pousada de Saramagos
| Partido                 | Partido                               | Votos | %               | +/-   |
| ----------------------- | ------------------------------------- | ----- | --------------- | ----- |
|                         | Partido Socialista                    | 348   | 38,80 / 100,00  | 1,93  |
|                         | Aliança Portugal                      | 261   | 29,10 / 100,00  | 11,35 |
|                         | Coligação Democrática Unitária        | 80    | 8,92 / 100,00   | 2,10  |
|                         | Partido da Terra                      | 58    | 6,47 / 100,00   | 6,13  |
|                         | Bloco de Esquerda                     | 26    | 2,90 / 100,00   | 5,70  |
|                         | PCTP/MRPP                             | 19    | 2,12 / 100,00   | 0,44  |
|                         | Partido pelos Animais e pela Natureza | 16    | 1,78 / 100,00   | Novo  |
|                         | Outros                                | 25    | 2,77 / 100,00   |       |
| Votos Inválidos         | Votos Inválidos                       | 64    | 7,14 / 100,00   | 4,02  |
| Total                   | Total                                 | 897   | 100,00 / 100,00 |       |
| Eleitorado/Participação | Eleitorado/Participação               | 2 052 | 43,71 / 100,00  | 1,47  |

#### Requião
| Partido                 | Partido                        | Votos | %               | +/-   |
| ----------------------- | ------------------------------ | ----- | --------------- | ----- |
|                         | Aliança Portugal               | 486   | 41,65 / 100,00  | 11,21 |
|                         | Partido Socialista             | 343   | 29,39 / 100,00  | 2,30  |
|                         | Partido da Terra               | 97    | 8,31 / 100,00   | 7,68  |
|                         | Coligação Democrática Unitária | 54    | 4,63 / 100,00   | 0,24  |
|                         | Bloco de Esquerda              | 42    | 3,60 / 100,00   | 4,23  |
|                         | PCTP/MRPP                      | 17    | 1,46 / 100,00   | 0,68  |
|                         | Outros                         | 53    | 4,54 / 100,00   |       |
| Votos Inválidos         | Votos Inválidos                | 75    | 6,42 / 100,00   | 2,27  |
| Total                   | Total                          | 1 167 | 100,00 / 100,00 |       |
| Eleitorado/Participação | Eleitorado/Participação        | 2 889 | 40,39 / 100,00  | 4,64  |

#### Riba de Ave
| Partido                 | Partido                        | Votos | %               | +/-  |
| ----------------------- | ------------------------------ | ----- | --------------- | ---- |
|                         | Partido Socialista             | 502   | 36,75 / 100,00  | 3,24 |
|                         | Aliança Portugal               | 351   | 25,70 / 100,00  | 7,35 |
|                         | Coligação Democrática Unitária | 214   | 15,67 / 100,00  | 1,17 |
|                         | Partido da Terra               | 89    | 6,52 / 100,00   | 6,45 |
|                         | Bloco de Esquerda              | 68    | 4,98 / 100,00   | 7,82 |
|                         | PCTP/MRPP                      | 17    | 1,24 / 100,00   | 0,20 |
|                         | Outros                         | 41    | 3,00 / 100,00   |      |
| Votos Inválidos         | Votos Inválidos                | 84    | 6,15 / 100,00   | 2,89 |
| Total                   | Total                          | 1 366 | 100,00 / 100,00 |      |
| Eleitorado/Participação | Eleitorado/Participação        | 3 209 | 42,57 / 100,00  | 2,20 |

#### Ribeirão
| Partido                 | Partido                        | Votos | %               | +/-   |
| ----------------------- | ------------------------------ | ----- | --------------- | ----- |
|                         | Aliança Portugal               | 1 271 | 41,78 / 100,00  | 15,67 |
|                         | Partido Socialista             | 886   | 29,13 / 100,00  | 5,42  |
|                         | Partido da Terra               | 204   | 6,71 / 100,00   | 6,10  |
|                         | Coligação Democrática Unitária | 115   | 3,78 / 100,00   | 0,79  |
|                         | Bloco de Esquerda              | 90    | 2,96 / 100,00   | 3,23  |
|                         | PCTP/MRPP                      | 48    | 1,58 / 100,00   | 0,70  |
|                         | LIVRE                          | 46    | 1,51 / 100,00   | Novo  |
|                         | Outros                         | 115   | 3,79 / 100,00   |       |
| Votos Inválidos         | Votos Inválidos                | 267   | 8,78 / 100,00   | 2,72  |
| Total                   | Total                          | 3 042 | 100,00 / 100,00 |       |
| Eleitorado/Participação | Eleitorado/Participação        | 7 568 | 40,20 / 100,00  | 0,75  |

#### Ruivães e Novais
| Partido                 | Partido                               | Votos | %               |
| ----------------------- | ------------------------------------- | ----- | --------------- |
|                         | Partido Socialista                    | 545   | 48,27 / 100,00  |
|                         | Aliança Portugal                      | 272   | 24,09 / 100,00  |
|                         | Partido da Terra                      | 77    | 6,82 / 100,00   |
|                         | Coligação Democrática Unitária        | 63    | 5,58 / 100,00   |
|                         | Bloco de Esquerda                     | 31    | 2,75 / 100,00   |
|                         | Partido pelos Animais e pela Natureza | 18    | 1,59 / 100,00   |
|                         | PCTP/MRPP                             | 14    | 1,24 / 100,00   |
|                         | LIVRE                                 | 12    | 1,06 / 100,00   |
|                         | Outros                                | 20    | 1,77 / 100,00   |
| Votos Inválidos         | Votos Inválidos                       | 77    | 6,82 / 100,00   |
| Total                   | Total                                 | 1 129 | 100,00 / 100,00 |
| Eleitorado/Participação | Eleitorado/Participação               | 2 866 | 39,39 / 100,00  |

#### Seide
| Partido                 | Partido                        | Votos | %               |
| ----------------------- | ------------------------------ | ----- | --------------- |
|                         | Aliança Portugal               | 238   | 42,20 / 100,00  |
|                         | Partido Socialista             | 159   | 28,19 / 100,00  |
|                         | Partido da Terra               | 51    | 9,04 / 100,00   |
|                         | Coligação Democrática Unitária | 16    | 2,84 / 100,00   |
|                         | Bloco de Esquerda              | 15    | 2,66 / 100,00   |
|                         | LIVRE                          | 7     | 1,24 / 100,00   |
|                         | Outros                         | 24    | 4,26 / 100,00   |
| Votos Inválidos         | Votos Inválidos                | 54    | 9,58 / 100,00   |
| Total                   | Total                          | 564   | 100,00 / 100,00 |
| Eleitorado/Participação | Eleitorado/Participação        | 1 443 | 39,09 / 100,00  |

#### Vale São Cosme, Telhado e Portela
| Partido                 | Partido                        | Votos | %               |
| ----------------------- | ------------------------------ | ----- | --------------- |
|                         | Aliança Portugal               | 779   | 39,70 / 100,00  |
|                         | Partido Socialista             | 575   | 29,31 / 100,00  |
|                         | Partido da Terra               | 125   | 6,37 / 100,00   |
|                         | Coligação Democrática Unitária | 107   | 5,45 / 100,00   |
|                         | Bloco de Esquerda              | 57    | 2,91 / 100,00   |
|                         | PCTP/MRPP                      | 33    | 1,68 / 100,00   |
|                         | Partido da Nova Democracia     | 20    | 1,02 / 100,00   |
|                         | Outros                         | 91    | 4,65 / 100,00   |
| Votos Inválidos         | Votos Inválidos                | 175   | 8,92 / 100,00   |
| Total                   | Total                          | 1 962 | 100,00 / 100,00 |
| Eleitorado/Participação | Eleitorado/Participação        | 4 856 | 40,40 / 100,00  |

#### Vale São Martinho
| Partido                 | Partido                        | Votos | %               | +/-   |
| ----------------------- | ------------------------------ | ----- | --------------- | ----- |
|                         | Aliança Portugal               | 284   | 40,28 / 100,00  | 10,15 |
|                         | Partido Socialista             | 236   | 33,48 / 100,00  | 6,32  |
|                         | Partido da Terra               | 58    | 8,23 / 100,00   | 7,86  |
|                         | Coligação Democrática Unitária | 22    | 3,12 / 100,00   | 0,17  |
|                         | Bloco de Esquerda              | 21    | 2,98 / 100,00   | 3,48  |
|                         | Outros                         | 32    | 4,53 / 100,00   |       |
| Votos Inválidos         | Votos Inválidos                | 52    | 7,37 / 100,00   | 1,27  |
| Total                   | Total                          | 705   | 100,00 / 100,00 |       |
| Eleitorado/Participação | Eleitorado/Participação        | 1 839 | 38,34 / 100,00  | 9,17  |

#### Vermoim
| Partido                 | Partido                        | Votos | %               | +/-   |
| ----------------------- | ------------------------------ | ----- | --------------- | ----- |
|                         | Partido Socialista             | 405   | 37,47 / 100,00  | 4,69  |
|                         | Aliança Portugal               | 333   | 30,80 / 100,00  | 14,16 |
|                         | Partido da Terra               | 84    | 7,77 / 100,00   | 7,51  |
|                         | Coligação Democrática Unitária | 63    | 5,83 / 100,00   | 0,66  |
|                         | Bloco de Esquerda              | 48    | 4,44 / 100,00   | 3,45  |
|                         | LIVRE                          | 17    | 1,57 / 100,00   | Novo  |
|                         | PCTP/MRPP                      | 17    | 1,57 / 100,00   | 0,26  |
|                         | Outros                         | 43    | 3,99 / 100,00   |       |
| Votos Inválidos         | Votos Inválidos                | 71    | 6,57 / 100,00   | 1,66  |
| Total                   | Total                          | 1 081 | 100,00 / 100,00 |       |
| Eleitorado/Participação | Eleitorado/Participação        | 2 700 | 40,04 / 100,00  | 2,53  |

#### Vila Nova de Famalicão e Calendário
| Partido                 | Partido                               | Votos  | %               |
| ----------------------- | ------------------------------------- | ------ | --------------- |
|                         | Aliança Portugal                      | 2 192  | 33,12 / 100,00  |
|                         | Partido Socialista                    | 2 040  | 30,82 / 100,00  |
|                         | Partido da Terra                      | 555    | 8,38 / 100,00   |
|                         | Coligação Democrática Unitária        | 489    | 7,39 / 100,00   |
|                         | Bloco de Esquerda                     | 286    | 4,32 / 100,00   |
|                         | LIVRE                                 | 144    | 2,18 / 100,00   |
|                         | Partido pelos Animais e pela Natureza | 107    | 1,62 / 100,00   |
|                         | PCTP/MRPP                             | 104    | 1,57 / 100,00   |
|                         | Outros                                | 167    | 2,52 / 100,00   |
| Votos Inválidos         | Votos Inválidos                       | 535    | 8,08 / 100,00   |
| Total                   | Total                                 | 6 619  | 100,00 / 100,00 |
| Eleitorado/Participação | Eleitorado/Participação               | 17 584 | 37,64 / 100,00  |

#### Vilarinho das Cambas
| Partido                 | Partido                        | Votos | %               | +/-   |
| ----------------------- | ------------------------------ | ----- | --------------- | ----- |
|                         | Aliança Portugal               | 207   | 45,39 / 100,00  | 18,76 |
|                         | Partido Socialista             | 124   | 27,19 / 100,00  | 7,90  |
|                         | Partido da Terra               | 41    | 8,99 / 100,00   | 8,78  |
|                         | Coligação Democrática Unitária | 16    | 3,51 / 100,00   | 1,20  |
|                         | Bloco de Esquerda              | 14    | 3,07 / 100,00   | 2,38  |
|                         | PCTP/MRPP                      | 7     | 1,54 / 100,00   | 0,07  |
|                         | LIVRE                          | 6     | 1,32 / 100,00   | Novo  |
|                         | Outros                         | 12    | 2,64 / 100,00   |       |
| Votos Inválidos         | Votos Inválidos                | 29    | 6,36 / 100,00   | 0,70  |
| Total                   | Total                          | 456   | 100,00 / 100,00 |       |
| Eleitorado/Participação | Eleitorado/Participação        | 1 107 | 41,19 / 100,00  | 4,41  |